# 14206 Sehnal
14206 Sehnal è un asteroide della fascia principale. Scoperto nel 1999, presenta un'orbita caratterizzata da un semiasse maggiore pari a 3,2182317 UA e da un'eccentricità di 0,1842836, inclinata di 8,41682° rispetto all'eclittica.